# Altdorf (Bajorország)
Altdorf település Németországban, azon belül Bajorországban. Lakosainak száma 11 483 fő (2023. december 31.). Altdorf Ergolding, Landshut, Bruckberg és Furth községekkel határos.

## Népesség
A település népessége az elmúlt években az alábbi módon változott:
| Lakosok száma | 4096 | 7562 | 10 997 | 11 084 | 11 083 | 11 158 | 11 203 | 11 215 | 11 362 | 11 483 |
|               | 1970 | 1975 | 2011   | 2012   | 2014   | 2015   | 2017   | 2019   | 2022   | 2023   |